# Entodon campipatrum
Entodon campipatrum là một loài rêu trong họ Entodontaceae. Loài này được Sehnem mô tả khoa học đầu tiên năm 1970.